# Морейра, Ог
Ог Морейра (порт.-браз. Og Moreira; 22 сентября 1917, Нова-Фрибургу — 1985), также известный под именем Тосканиньо (порт.-браз. Toscaninho) — бразильский футболист, полузащитник. Первый чернокожий игрок в истории клуба «Палмейрас».

## Карьера
Ог Морейра начал карьеру в клубе «Флуминенсе» из Ново-Фрибургу. В 1935 году нападающего вызвали в состав сборной штата Рио-де-Жанейро, с которой он провёл 24 марта встречу со сборной Баия, где его команда проиграла 4:5. В том же году он перешёл в клуб «Америка», где дебютировал 9 июня во встрече с «Фламенго» (1:1). В 1935 году он выиграл с клубом титул чемпиона штата, сыграв во всех 15 матчах первенства и забив 1 гол. В 1940 году, когда контракт полузащитника подходил к концу, он выдвинул высокие требования, касаемые своего материального обеспечения. Клуб был готов на этой пойти, и сам игрок сообщил, что подлит контракт. Но неожиданно, несмотря на договорённость, он уехал в Аргентину в клуб «Расинг». Он дебютировал в клубе 14 апреля в матче с «Ривер Плейтом» (6:3). Но играл полузащитник немного, проведя всего 3 встречи за клуб. В 1941 году Морейра вернулся в Бразилию, подписав контракт с «Флуминенсе». 20 апреля он дебютировал в команде в товарищеской игре с «Фламенго» (1:1). В том же году он помог клубу выиграть титул чемпиона штата, но сам Ог проводил на скамейке запасных больше времени, чем на поле. Всего за клуб полузащитник провёл 13 матчей и забил 2 гола.
В 1942 году Морейра перешёл в клуб «Палмейрас», став первым чернокожим игроком в истории команды. Он дебютировал в составе «Вердао» 4 марта в матче с «Португезой», в котором его команда проиграла 2:4. 4 апреля он забил первый гол в составе команды, поразив ворота «Комерсиала». Полузащитник выиграл с клубом три чемпионата штата. Начиная с 1947 года, с приходом на пост главного тренера «Вердао» Освалдо Брандао, Морейра потерял место в стартовом составе команды. Более того, в 1948 году Брандао обвинил игрока команды Лиму в том, что он «сдал» матч «Коринтиансу», который прошёл накануне. А Морейру, не вышедшего на поле, главный тренер назвал посредником в этой сделке. Брандао не смог доказать факт умысла, но потребовал убрать игроков из состава клуба. 22 мая 1949 года Ог провёл последний матч за «Палмейрас», в нём его клуб сыграл вничью с «Тупаном» 2:2. Всего за «Вердао» провёл 198 матчей (108 победам, 47 ничьих, 43 поражения) и забил 27 голов. В том же году полузащитник перешёл в «Насьонал», дебютировав 31 июля в матче с «Ипирангой» (0:2). Морейра играл за этот клуб, а в следующем году перешёл в «Жувентус», где спустя два сезона завершил карьеру.

## Достижения
- Чемпион штата Рио-де-Жанейро: 1935, 1941
- Чемпион штата Сан-Паулу: 1942, 1944, 1947